# Ermita de la Virgen de la Serreta
La Virgen de la Serreta, o de la Sierra, es una ermita románica del pueblo de Claverol, perteneciente al municipio de Conca de Dalt, en el Pallars Jussá. Hasta 1969 formaba parte del término municipal de Claverol.
Es 1 kilómetro al sudeste del pueblo, bajo y al suroeste de los Rocs de Gairat, en una cresta que queda al norte del barranco de la Font d'Artic, en un lugar emboscado y difícil de encontrar, están los restos de la capilla románica de la Virgen de la Serreta. Se encuentra a unos 200 al noreste de los restos del antiguo pueblo de Claverol.
Se trata de una iglesia románica en ruinas, pero el trazado de la cual se puede reconocer. De una sola nave, con ábside semicircular a levante, se conservan suficientes fragmentos de muros para poder saber la planta, así como puede fecharse de finales del siglo XI, los sillares de diferentes tamaños pero bien cortados y recortados y dispuestos en hiladas regulares.
Esta iglesia, como sede antigua de la parroquia de Claverol, había tenido siempre fuerte devoción por parte del pueblo, aunque estaba alejada, físicamente.